# 駿河大橋
駿河大橋（するがおおはし）は、静岡県静岡市葵区と駿河区間の安倍川両端を結ぶ国道1号の道路橋梁。1961年（昭和36年）12月開通。

## 利用状況
開通後は安倍川橋に代わる国道1号の橋（旧道は静岡県道208号藤枝静岡線となった）として運用。
渋滞解消策として、1978年（昭和53年）よりリバーシブルレーンが導入された。その後、並行する静清バイパスの4車線化や丸子池田線の開通により交通量は分散、県内唯一であるリバーシブルレーンは不慣れな運転者による逆走など交通事故の要因となり、システムの老朽化も進んでいることから2024年度内での廃止が決定。2025年1月14日にリバーシブルレーンを廃止。2月28日、関連工事が終了。常時上り2車線・下り1車線となった。
安倍川右岸の用宗街道とは立体交差になっており、丸子新田ICで接続している。

## 歴史
- 1961年（昭和36年）12月 - 開通。
- 1978年（昭和53年）4月 - 3車線化[6]。
- 2025年（令和7年）1月 - リバーシブルレーン廃止。